# Kroatische Badmintonmeisterschaft 2020
Die Kroatische Badmintonmeisterschaft 2020 fand vom 1. bis zum 2. Februar 2020 in Čakovec statt.

## Medaillengewinner
| Disziplin    | Gold                           | Silber                             | Bronze                        |
| ------------ | ------------------------------ | ---------------------------------- | ----------------------------- |
| Herreneinzel | Luka Ban                       | Filip Špoljarec                    | Filip Jagar                   |
| Herreneinzel | Luka Ban                       | Filip Špoljarec                    | Josip Uglešić                 |
| Dameneinzel  | Matea Čiča                     | Maja Pavlinić                      | Ira Martinuš                  |
| Dameneinzel  | Matea Čiča                     | Maja Pavlinić                      | Inga Sadaić                   |
| Herrendoppel | Igor Čimbur Zvonimir Hölbling  | Filip Špoljarec Zvonimir Đurkinjak | Luka Grubić Borna Vadlja      |
| Herrendoppel | Igor Čimbur Zvonimir Hölbling  | Filip Špoljarec Zvonimir Đurkinjak | Matija Hranilović Luka Vlahek |
| Damendoppel  | Katarina Galenić Maja Pavlinić | Dora Dragčević Dora Drvodelić      | Matea Čiča Inga Sadaić        |
| Damendoppel  | Katarina Galenić Maja Pavlinić | Dora Dragčević Dora Drvodelić      | Emilija Talan Ela Trstenjak   |
| Mixed        | Zvonimir Hölbling Matea Čiča   | Igor Čimbur Maja Pavlinić          | Josip Uglešić Dora Drvodelić  |
| Mixed        | Zvonimir Hölbling Matea Čiča   | Igor Čimbur Maja Pavlinić          | Matija Hranilović Petra Oreč  |